# Caribbean Telecommunications Union
De Caribbean Telecommunications Union (CTU) is een instelling van de Caricom. Ze is gevestigd in Port of Spain in Trinidad en Tobago.
De aanzet tot de oprichting van de CTU vond in de Caricom plaats in maart 1988 en de officiële inhuldiging op 20 juli 1990. Op 2004 werd besloten om ook niet-gouvernementele leden toe te laten.
Het doel is onder meer om ondersteuning te bieden bij de ontwikkeling van regionale en internationale telecommunicatie en het bevorderen van het bewustzijn dat telecommunicatie de sociaaleconomische ontwikkeling van de lidstaten ten goede komt. Jaarlijks wordt er een conferentie georganiseerd en twee keer per jaar een van de uitvoerende leiding. Daarnaast is er een technische conferentie en heeft de CTU een secretariaat.

## Leden
Naast niet-gouvernementele leden zijn de volgende landen aangesloten:
- Anguilla
- Antigua en Barbuda
- Bahama's
- Barbados
- Belize
- Britse Maagdeneilanden
- Cuba
- Dominica
- Grenada
- Guyana
- Jamaica
- Kaaimaneilanden
- Montserrat (eiland)
- Saint Kitts en Nevis
- Saint Lucia
- Saint Vincent en de  Grenadines
- Sint Maarten
- Suriname
- Trinidad en Tobago
- Turks- en Caicoseilanden